# Партиле
Партиле (на шведски: Partille) е град и в едноименната община Партиле в югозападната част на Швеция, лен Вестра Йоталанд. Намира се на около 400 km на югозапад от столицата Стокхолм и на 7 km на североизток от центъра на лена Гьотеборг. Има жп гара. Партиле е предградие (град-сателит) на Гьотеборг. Населението на града и общината е 29 444 жители според данни от преброяването през 2010 г.